# Bernardo Alves

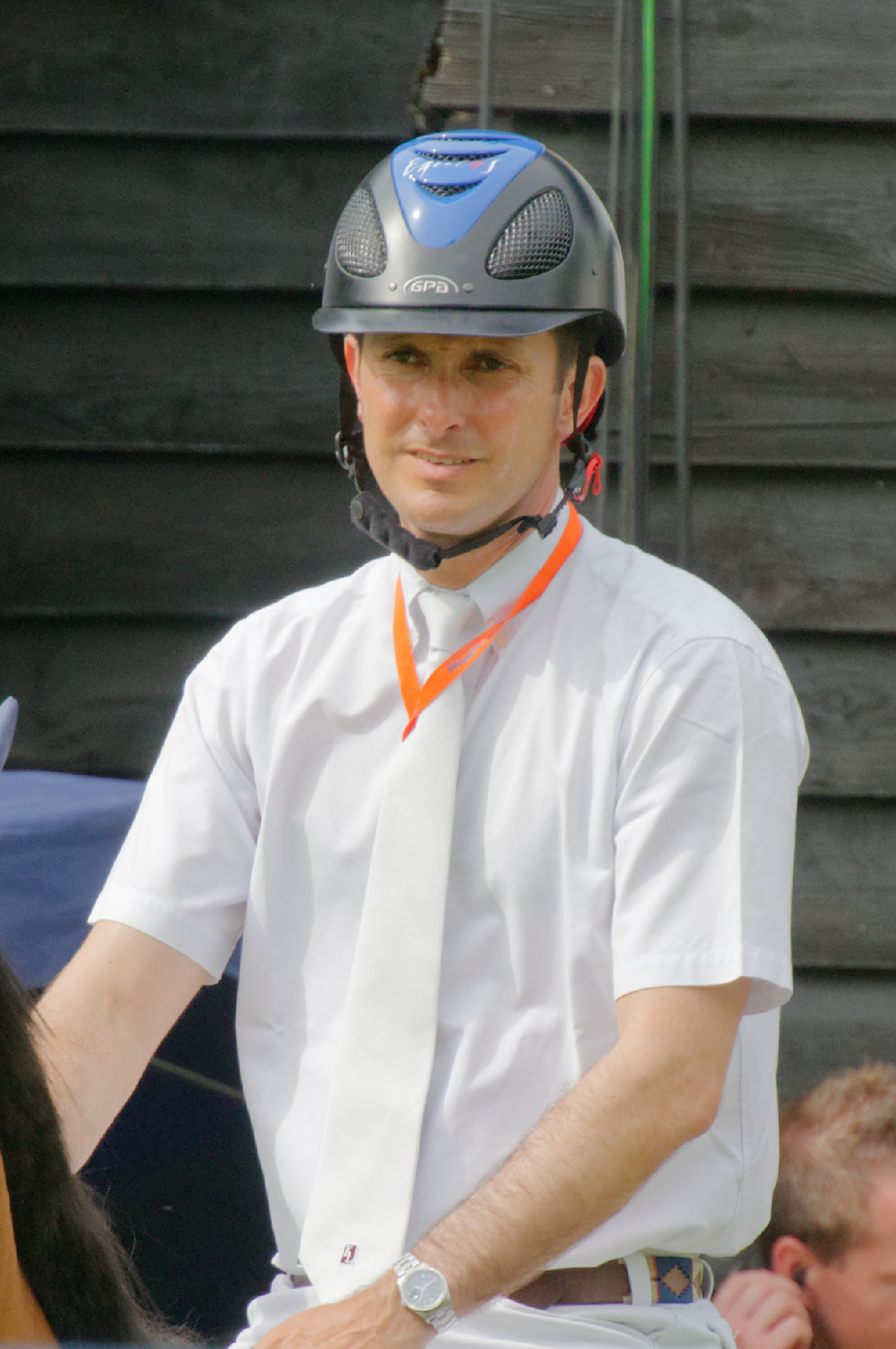
Internationales Pfingstturnier Wiesbaden 2014

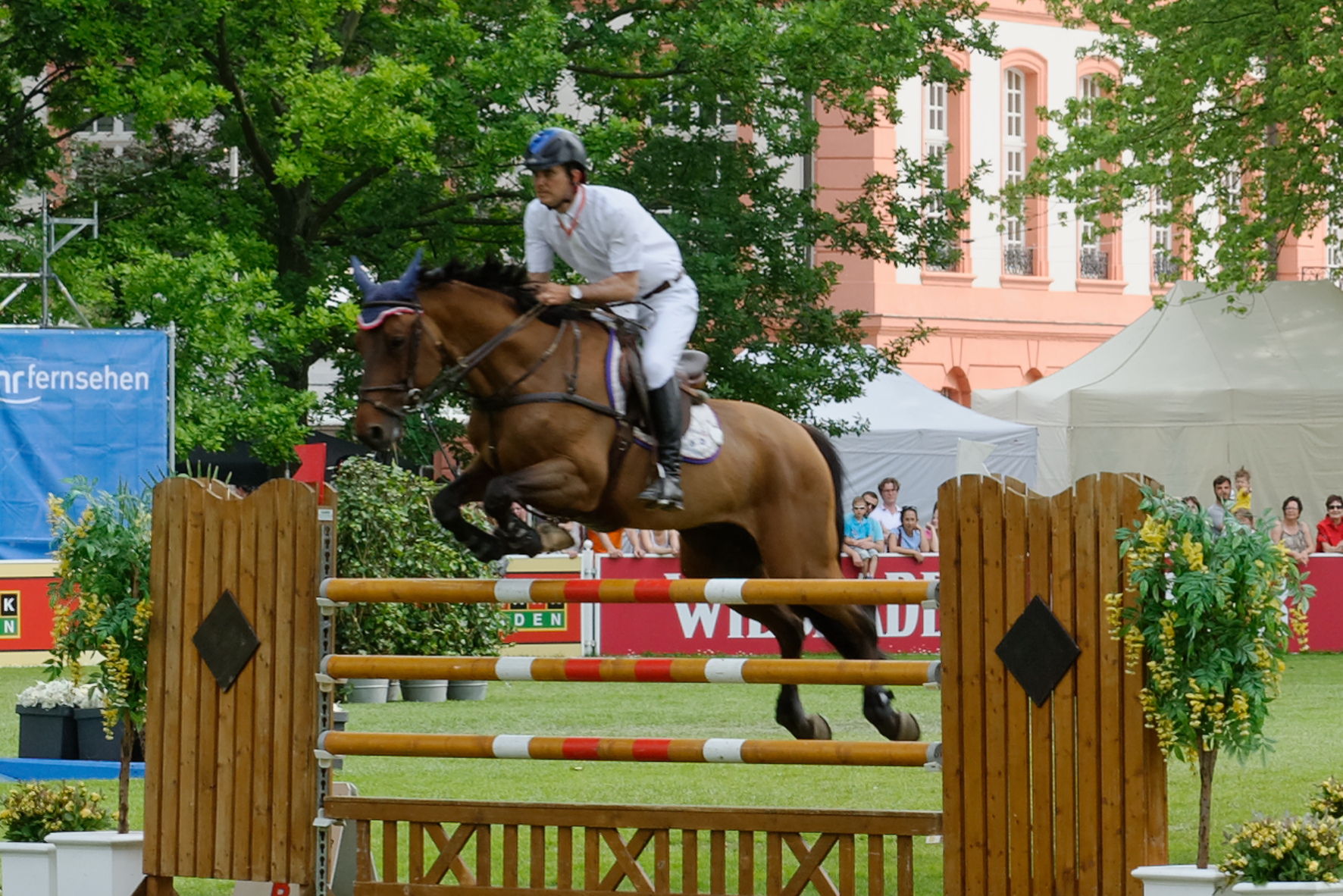
Internationales Pfingstturnier Wiesbaden 2014

Bernardo Cardoso de Resende Alves (Belo Horizonte, 20 de novembro de 1974) é um ginete brasileiro, que compete em provas de saltos.
Seu interesse pelo hipismo iniciou-se aos quatro anos quando visitou uma fazenda e viu alguns cavaleiros praticando saltos. Logo entrou em uma escolinha e suas primeiras tentativas foram dramáticas, tendo muitas quedas, mas ele estava determinado a seguir e seu treinador notou nele um grande potencial. Aos oito anos de idade, sua determinação valeu a pena, quando ganhou seu primeiro título e a graduação com a tutela de Vitor Alves Teixeira. Aos 16 anos de idade, começou a competir na classe profissional. Em maio de 2001, ele treinou durante três meses na escola de Nelson Pessoa, na Bélgica. Este o preparou para sua estreia no Concurso Internacional de Aachen.
Bernardo competiu em quatro edições de Jogos Pan-americanos, sendo em uma delas como reserva. Conquistou a medalhas de ouro com a equipe de saltos em Winnipeg 1999 e Rio 2007, e a medalha de bronze nos Jogos de Santo Domingo em 2003.
Participou dos Jogos Olímpicos de 2004, em Atenas, ficando em décimo lugar por equipes e sem bons resultados no individual. Obteve qualificação para os Jogos de Pequim, em 2008, mas acabou sendo desclassificado devido ao doping do cavalo Chupa Chup.